# Park FC Houthalen
KFC Park Houthalen is een Belgische voetbalclub uit Houthalen. De club is aangesloten bij de KBVB met stamnummer 5840 en heeft blauw-wit als kleuren. KFC Park Houthalen speelt in de provinciale reeksen.

## Geschiedenis
In 1966 is Park begonnen met een ploeg, spelende in coöperatief sportverbond.
In 1968 sloot de club zich aan bij de KBVB in 3de Provinciale en het officieel stamnummer werd 6962, blauw-wit de clubkleuren.
In de zomer van 1973 werd een kantine met kleedkamers gebouwd. Dit gebeurde met de steun en de medewerking van het Gemeentebestuur.

Er kwamen twee pleinen met parking, omheining en verlichting.
Tijdens zijn bestaan fungeerde de club als een "liftploeg" tussen 2de en 3de Provinciale Limburg.
Einde seizoen 2015 start werd de oude kantine vervangen door een volledig nieuw complex, met grote kleedkamers, een grotere kantine en een eigen feestzaal "Het Palmenpark".
In het seizoen 2016–2017 was er ook sportief succes : Park Houthalen werd kampioen in 2de Provinciale B en ging voor het eerst in haar bestaan naar 1ste Provinciale.
Na een korte terugkeer naar Tweede Provinciale, speelt Park Houthalen sinds 2022 opnieuw in Eerste Provinciale.

## Resultaten
| Seizoen | Klasse | Klasse | Klasse | Klasse | Klasse | Klasse | Klasse | Klasse | Klasse | Reeks                                                    | Punten                                                   | Opmerkingen |
|         | I      | I      | II     | III    | IV     | P.I    | P.II   | P.III  | P.IV   |                                                          |                                                          | |
| ------- | ------ | ------ | ------ | ------ | ------ | ------ | ------ | ------ | ------ | -------------------------------------------------------- | -------------------------------------------------------- | --- |
| 2004/05 |        |        |        |        |        |        |        |        | 5      | Vierde Prov. Lim. A                                      | 55                                                       | |
| 2005/06 |        |        |        |        |        |        |        |        | 1      | Vierde Prov. Lim. A                                      | 73                                                       | Kampioen |
| 2006/07 |        |        |        |        |        |        |        | 4      |        | Derde Prov. Lim. B                                       | 58                                                       | |
| 2007/08 |        |        |        |        |        |        |        | 5      |        | Derde Prov. Lim. B                                       | 54                                                       | |
| 2008/09 |        |        |        |        |        |        |        | 1      |        | Derde Prov. Lim. B                                       | 65                                                       | Kampioen |
| 2009/10 |        |        |        |        |        |        | 13     |        |        | Tweede Prov. Lim. A                                      | 28                                                       | Degradatie-eindronde voor een bijkomende daler verloren tegen Bilzerse VV (4-8 in tot.). Door de fusie tussen White Star FC Beverst en EFC Schoonbeek was er echter geen uiteindelijk bijkomende daler. |
| 2010/11 |        |        |        |        |        |        | 15     |        |        | Tweede Prov. Lim. B                                      | 27                                                       | Degradatie |
| 2011/12 |        |        |        |        |        |        |        | 3      |        | Derde Prov. Lim. B                                       | 60                                                       | Verloren in promotie-eindronde tegen KV Heur VV (3-5 in tot.) |
| 2012/13 |        |        |        |        |        |        |        | 4      |        | Derde Prov. Lim. B                                       | 58                                                       | Promotie in eindronde door winst tegen Grimbie 69 (7-2 in tot.), Genk VV (5-2 in tot.) en Runkst VV (6-1 in tot.)                                                                                       |
| 2013/14 |        |        |        |        |        |        | 12     |        |        | Tweede Prov. Lim. A                                      | 40                                                       | Gewonnen in degradatie-eindronde tegen Real Neeroeteren-Maaseik (3-2) |
| 2014/15 |        |        |        |        |        |        | 5      |        |        | Tweede Prov. Lim. A                                      | 51                                                       | Verloren in promotie-eindronde tegen FC Landen (1-4 in tot.) |
| 2015/16 |        |        |        |        |        |        | 7      |        |        | Tweede Prov. Lim. A                                      | 42                                                       | Kampioen |
|         | 1A     | 1B     | 1Am    | 2Am    | 3Am    | P.I    | P.II   | P.III  | P.IV   | Vanaf 2016-17 zijn er 3 nationale en 2 regionale niveaus | Vanaf 2016-17 zijn er 3 nationale en 2 regionale niveaus | Vanaf 2016-17 zijn er 3 nationale en 2 regionale niveaus |
| 2016/17 |        |        |        |        |        |        | 1      |        |        | Tweede Prov. Lim. B                                      | 66                                                       | Kampioen |
| 2017/18 |        |        |        |        |        | 8      |        |        |        | Eerste Prov. Lim.                                        | 40                                                       | Kwalificatie voor interprovinciale eindronde door winst tegen KGS Bree-Beek (9-6 in tot.). Derde (van de vijf) in poulefase                                                                             |
| 2018/19 |        |        |        |        |        | 5      |        |        |        | Eerste Prov. Lim.                                        | 52                                                       | |
| 2019/20 |        |        |        |        |        | 13     |        |        |        | Eerste Prov. Lim.                                        | 29                                                       | Degradatie als bijkomende daler |
| 2020/21 |        |        |        |        |        |        | -      |        |        | Tweede Prov. Lim. A                                      | -                                                        | Seizoen geschrapt wegens de Coronacrisis |
| 2021/22 |        |        |        |        |        |        | 2      |        |        | Tweede Prov. Lim. A                                      | 66                                                       | Promotie via eindronde door winst tegen Eendracht Louwel (9-2 in tot.), HIH Hoepertingen (3-1 in tot.) en Lindelhoeven VV (3-1 in tot.)                                                                 |
| 2022/23 |        |        |        |        |        | 9      |        |        |        | Eerste Prov. Limburg                                     | 44                                                       | |
| 2023/24 |        |        |        |        |        | 5      |        |        |        | Eerste Prov. Limburg                                     | 52                                                       | |
| 2024/25 |        |        |        |        |        | 7      |        |        |        | Eerste prov. Limburg                                     | 43                                                       | |
| 2025/26 |        |        |        |        |        |        |        |        |        | Eerste prov. Limburg                                     |                                                          | |